# Gorgyra aburae
Gorgyra aburae är en fjärilsart som beskrevs av Carl Plötz 1879. Gorgyra aburae ingår i släktet Gorgyra och familjen tjockhuvuden. Inga underarter finns listade i Catalogue of Life.